# HC Rytíři Vlašim
HC Rytíři Vlašim (celým názvem: Hockey Club Rytíři Vlašim) je český klub ledního hokeje, který sídlí ve Vlašimi ve Středočeském kraji. Založen byl v roce 1953 pod názvem TJ Spartak Vlašim. Svůj současný název nese od roku 2013. Od sezóny 2009/10 působí ve Středočeské krajské lize, čtvrté české nejvyšší soutěži ledního hokeje. Klubové barvy jsou modrá a bílá.
Své domácí zápasy odehrává na zimním stadionu Vlašim s kapacitou 700 diváků.

## Historické názvy
Zdroj:
- 1953 – TJ Spartak Vlašim (Tělovýchovná jednota Spartak Vlašim)
- HC Rytíři Spartak Vlašim (Hockey Club Rytíři Spartak Vlašim)
- 2013 – HC Rytíři Vlašim (Hockey Club Rytíři Vlašim)

## Přehled ligové účasti
Stručný přehled
Zdroj:
- 1971–1973: Divize – sk. D (3. ligová úroveň v Československu)
- 1973–1975: Divize – sk. D (4. ligová úroveň v Československu)
- 1975–1977: Divize – sk. A (4. ligová úroveň v Československu)
- 1977–1979: 2. ČNHL – sk. B (3. ligová úroveň v Československu)
- 2003–2004: Středočeská krajská soutěž (5. ligová úroveň v České republice)
- 2004–2005: Středočeská krajská soutěž – sk. A (5. ligová úroveň v České republice)
- 2005–2008: bez soutěže
- 2008–2009: Středočeský krajský přebor (4. ligová úroveň v České republice)
- 2009–2017: Středočeská krajská liga (4. ligová úroveň v České republice)
- 2017– : Středočeská krajská liga – sk. Východ (4. ligová úroveň v České republice)

Jednotlivé ročníky
Zdroj:
Legenda: ZČ - základní část, červené podbarvení - sestup, zelené podbarvení - postup, fialové podbarvení - reorganizace, změna skupiny či soutěže
| Československo (1971 – 1993)                                                                  |                                       |           |           |                                          |                       |
| Sezóny                                                                                        | Soutěž                                | Úroveň    | ZČ        | Play-off, nadstavba, sk. o udržení...    | Poznámky              |
| 1971/72                                                                                       | Divize – sk. D                        | 3. úroveň | 3. místo  |                                          |                       |
| 1972/73                                                                                       | Divize – sk. D                        | 3. úroveň | 7. místo  |                                          | Reorganizace          |
| 1973/74                                                                                       | Divize – sk. D                        | 4. úroveň | 4. místo  |                                          |                       |
| 1974/75                                                                                       | Divize – sk. D                        | 4. úroveň | 1. místo  | Kvalifikace o 2. ČNHL – sk. A (4. místo) | Změna skupiny         |
| 1975/76                                                                                       | Divize – sk. A                        | 4. úroveň | 4. místo  |                                          |                       |
| 1976/77                                                                                       | Divize – sk. A                        | 4. úroveň | 4. místo  |                                          | Reorganizace          |
| 1977/78                                                                                       | 2. ČNHL – sk. B                       | 3. úroveň | 9. místo  |                                          |                       |
| 1978/79                                                                                       | 2. ČNHL – sk. B                       | 3. úroveň | –. místo  |                                          | Odstoupení ze soutěže |
| ...                                                                                           |                                       |           |           |                                          |                       |
| Česko (1993 – )                                                                               |                                       |           |           |                                          |                       |
| Sezóny                                                                                        | Soutěž                                | Úroveň    | ZČ        | Play-off, nadstavba, sk. o udržení...    | Poznámky              |
| ...                                                                                           |                                       |           |           |                                          |                       |
| 2003/04                                                                                       | Středočeská krajská soutěž            | 5. úroveň | 2. místo  |                                          | Reorganizace          |
| 2004/05                                                                                       | Středočeská krajská soutěž – sk. A    | 5. úroveň | 3. místo  | Finálová skupina (8. místo)              | Odhlášení ze soutěže  |
| V letech 2005–2008 byl klub bez A-mužstva, v soutěžích přihlášena pouze mládežnická družstva. |                                       |           |           |                                          |                       |
| 2008/09                                                                                       | Středočeský krajský přebor            | 4. úroveň | 11. místo |                                          | Reorganizace          |
| 2009/10                                                                                       | Středočeská krajská liga              | 4. úroveň | 10. místo |                                          |                       |
| 2010/11                                                                                       | Středočeská krajská liga              | 4. úroveň | 8. místo  | Čtvrtfinále                              |                       |
| 2011/12                                                                                       | Středočeská krajská liga              | 4. úroveň | 8. místo  | Čtvrtfinále                              |                       |
| 2012/13                                                                                       | Středočeská krajská liga              | 4. úroveň | 10. místo |                                          | sk. o udr.            |
| 2013/14                                                                                       | Středočeská krajská liga              | 4. úroveň | 7. místo  | Čtvrtfinále                              |                       |
| 2014/15                                                                                       | Středočeská krajská liga              | 4. úroveň | 10. místo |                                          |                       |
| 2015/16                                                                                       | Středočeská krajská liga              | 4. úroveň | 6. místo  | Čtvrtfinále                              |                       |
| 2016/17                                                                                       | Středočeská krajská liga              | 4. úroveň | 6. místo  | Čtvrtfinále                              | Reorganizace          |
| 2017/18                                                                                       | Středočeská krajská liga – sk. Východ | 4. úroveň | 6. místo  |                                          |                       |
| 2018/19                                                                                       | Středočeská krajská liga – sk. Východ | 4. úroveň | 7. místo  |                                          |                       |
| 2019/20                                                                                       | Středočeská krajská liga – sk. Východ | 4. úroveň |           |                                          |                       |